# Isfahan
Esfahān hay Isfahan (trong lịch sử cũng được gọi là Ispahan hay Hispahan, tiếng Ba Tư cổ: Aspadana, tiếng Ba Tư trung cổ: Spahān, Ba Tư: اصفهان‎  Esfahān), là một thành phố nằm cách Tehran 340 km về phía nam, là tỉnh lỵ của tỉnh Esfahan và là thành phố lớn thứ ba của Iran (sau Tehran và Mashhad). Thành phố Esfahan có dân số 1.986.542 còn vùng đô thị có dân số 3.430.353 người theo điều tra năm 2006. Đây là vùng đô thị đông dân thứ nhì tại Iran sau Tehran.
Các thành phố Najafabad, Khaneh Esfahan, Khomeini-shahr, Shahin-shahr, Zarrinshahr, Mobarakeh, Falavarjan và Fouladshahr tạo thành vùng đô thị Esfahan.
Esfahan tọa lạc ở các tuyến đường chính bắc-nam và đông-tây củaq Iran và đã từng là một trong những thành phố lớn nhất trên thế giới. Thành phố này đã phát triển từ năm 1050 đến năm 1722, đặc biệt là vào thế kỷ 16 dưới triều đại Safavid, khi đây là kinh đô của Ba Tư lần thứ hai trong lịch sử của đế quốc này. Thành phố này nổi tiếng với những kiến trúc Hồi giáo, có nhiều đại lộ, nhà thờ Hồi giáo đehp. Điều này khiến cho thành phố được người Iran mang vào câu thành ngữ Esfahān nesf-e jahān ast: "Esfahan là một nửa của thế giới".
Quảng trường Naghsh-i Jahan của Esfahan là một trong những quảng trường lớn nhất thế giới với kiến trúc tiêu biểu của Iran và Hồi giáo đã được UNESCO công nhận là di sản thế giới.

## Khí hậu
| Dữ liệu khí hậu của Isfahan (1961–1990, cực độ 1951–2010) | Dữ liệu khí hậu của Isfahan (1961–1990, cực độ 1951–2010) | Dữ liệu khí hậu của Isfahan (1961–1990, cực độ 1951–2010) | Dữ liệu khí hậu của Isfahan (1961–1990, cực độ 1951–2010) | Dữ liệu khí hậu của Isfahan (1961–1990, cực độ 1951–2010) | Dữ liệu khí hậu của Isfahan (1961–1990, cực độ 1951–2010) | Dữ liệu khí hậu của Isfahan (1961–1990, cực độ 1951–2010) | Dữ liệu khí hậu của Isfahan (1961–1990, cực độ 1951–2010) | Dữ liệu khí hậu của Isfahan (1961–1990, cực độ 1951–2010) | Dữ liệu khí hậu của Isfahan (1961–1990, cực độ 1951–2010) | Dữ liệu khí hậu của Isfahan (1961–1990, cực độ 1951–2010) | Dữ liệu khí hậu của Isfahan (1961–1990, cực độ 1951–2010) | Dữ liệu khí hậu của Isfahan (1961–1990, cực độ 1951–2010) | Dữ liệu khí hậu của Isfahan (1961–1990, cực độ 1951–2010) |
| Tháng                                                     | 1                                                         | 2                                                         | 3                                                         | 4                                                         | 5                                                         | 6                                                         | 7                                                         | 8                                                         | 9                                                         | 10                                                        | 11                                                        | 12                                                        | Năm                                                       |
| --------------------------------------------------------- | --------------------------------------------------------- | --------------------------------------------------------- | --------------------------------------------------------- | --------------------------------------------------------- | --------------------------------------------------------- | --------------------------------------------------------- | --------------------------------------------------------- | --------------------------------------------------------- | --------------------------------------------------------- | --------------------------------------------------------- | --------------------------------------------------------- | --------------------------------------------------------- | --------------------------------------------------------- |
| Cao kỉ lục °C (°F)                                        | 20.4 (68.7)                                               | 23.4 (74.1)                                               | 29.0 (84.2)                                               | 32.0 (89.6)                                               | 37.6 (99.7)                                               | 41.0 (105.8)                                              | 43.0 (109.4)                                              | 42.0 (107.6)                                              | 39.0 (102.2)                                              | 33.2 (91.8)                                               | 26.8 (80.2)                                               | 21.2 (70.2)                                               | 43.0 (109.4)                                              |
| Trung bình ngày tối đa °C (°F)                            | 8.8 (47.8)                                                | 11.9 (53.4)                                               | 16.8 (62.2)                                               | 22.0 (71.6)                                               | 28.0 (82.4)                                               | 34.1 (93.4)                                               | 36.4 (97.5)                                               | 35.1 (95.2)                                               | 31.2 (88.2)                                               | 24.4 (75.9)                                               | 16.9 (62.4)                                               | 10.8 (51.4)                                               | 23.0 (73.4)                                               |
| Trung bình ngày °C (°F)                                   | 2.7 (36.9)                                                | 5.5 (41.9)                                                | 10.4 (50.7)                                               | 15.7 (60.3)                                               | 21.3 (70.3)                                               | 27.1 (80.8)                                               | 29.4 (84.9)                                               | 27.9 (82.2)                                               | 23.5 (74.3)                                               | 16.9 (62.4)                                               | 9.9 (49.8)                                                | 4.4 (39.9)                                                | 16.2 (61.2)                                               |
| Tối thiểu trung bình ngày °C (°F)                         | −2.4 (27.7)                                               | −0.2 (31.6)                                               | 4.5 (40.1)                                                | 9.4 (48.9)                                                | 14.2 (57.6)                                               | 19.1 (66.4)                                               | 21.5 (70.7)                                               | 19.8 (67.6)                                               | 15.1 (59.2)                                               | 9.3 (48.7)                                                | 3.6 (38.5)                                                | −0.9 (30.4)                                               | 9.4 (48.9)                                                |
| Thấp kỉ lục °C (°F)                                       | −19.4 (−2.9)                                              | −12.2 (10.0)                                              | −8 (18)                                                   | −4 (25)                                                   | 4.5 (40.1)                                                | 10.0 (50.0)                                               | 13.0 (55.4)                                               | 11.0 (51.8)                                               | 5.0 (41.0)                                                | 0.0 (32.0)                                                | −8 (18)                                                   | −13 (9)                                                   | −19.4 (−2.9)                                              |
| Lượng Giáng thủy trung bình mm (inches)                   | 17.1 (0.67)                                               | 14.1 (0.56)                                               | 18.2 (0.72)                                               | 19.2 (0.76)                                               | 8.8 (0.35)                                                | 0.6 (0.02)                                                | 0.7 (0.03)                                                | 0.2 (0.01)                                                | 0.0 (0.0)                                                 | 4.1 (0.16)                                                | 9.9 (0.39)                                                | 19.6 (0.77)                                               | 112.5 (4.43)                                              |
| Số ngày giáng thủy trung bình (≥ 1.0 mm)                  | 4.0                                                       | 2.9                                                       | 3.8                                                       | 3.5                                                       | 2.0                                                       | 0.2                                                       | 0.3                                                       | 0.1                                                       | 0.0                                                       | 0.8                                                       | 2.2                                                       | 3.7                                                       | 23.5                                                      |
| Số ngày tuyết rơi trung bình                              | 3.2                                                       | 1.7                                                       | 0.7                                                       | 0.1                                                       | 0.0                                                       | 0.0                                                       | 0.0                                                       | 0.0                                                       | 0.0                                                       | 0.0                                                       | 0.2                                                       | 1.9                                                       | 7.8                                                       |
| Độ ẩm tương đối trung bình (%)                            | 60                                                        | 51                                                        | 43                                                        | 39                                                        | 33                                                        | 23                                                        | 23                                                        | 24                                                        | 26                                                        | 36                                                        | 48                                                        | 57                                                        | 39                                                        |
| Số giờ nắng trung bình tháng                              | 205.3                                                     | 213.3                                                     | 242.1                                                     | 244.5                                                     | 301.3                                                     | 345.4                                                     | 347.6                                                     | 331.2                                                     | 311.6                                                     | 276.5                                                     | 226.1                                                     | 207.6                                                     | 3.252,5                                                   |
| Nguồn 1: NOAA                                             |                                                           |                                                           |                                                           |                                                           |                                                           |                                                           |                                                           |                                                           |                                                           |                                                           |                                                           |                                                           |                                                           |
| Nguồn 2: Iran Meteorological Organization (cực độ)        |                                                           |                                                           |                                                           |                                                           |                                                           |                                                           |                                                           |                                                           |                                                           |                                                           |                                                           |                                                           |                                                           |